# Ciudad de San Marino
Ciudad de San Marino (en italiano: Città di San Marino) es la capital de la República de San Marino, situada sobre el monte Titano en los montes Apeninos en la península itálica cerca del mar Adriático.

## Historia
La ciudad fue fundada por Marino diácono y varios refugiados cristianos en el año 301. A partir de ahí, la ciudad se convirtió en un centro de refugiados cristianos que huían de las persecuciones romanas, eso hizo que la ciudad se convirtiera en la república más antigua de Europa, pues vale recordar que a la época, el territorio sanmarinense correspondía a la sola ciudad de San Marino.
El corazón urbano de la ciudad fue protegido por tres torres: la primera, Guaita, construida tempranamente (siglo XI) para proteger la ciudad, tenía fama de intraspasable, lo que reducía en gran parte los ataques a la ciudad, pues desmotivaba a quien intentaba atacar la ciudad. 
Debido a la guerra que no cesaba, se vio la necesidad de construir una segunda torre, la Cesta (siglo XIII). Pero el sistema defensivo sanmarinense no fue completado hasta la construcción de una tercera torre, -la Montale (siglo XIV)- la más pequeña de todas y construida sobre la última de las cumbres del monte de las tres cimas, el Titán. 
Con el pasar de los años, la población de la ciudad fue aumentando, mientras que el territorio seguía siendo de unos cuantos kilómetros; la política sanmarinense no incluía ni la invasión, ni la utilización de la guerra para la obtención de nuevos territorios, sino que por medio de compras y de tratados que San Marino logra obtener los otros nueve castillos con los que cuenta en la actualidad.

## Geografía
El municipio está ubicado en la parte oeste del país y posee una superficie de 709 hectáreas. Con una población de 4169 habitantes a mayo de 2013 es la tercera ciudad del país, después de Dogana (localidad de Serravalle) y Borgo Maggiore y es también la capital del castillo homónimo. 

### Parroquias
Administrativamente está dividido en 7 parroquias:
- Cà Berlone
- Canepa
- Casole
- Castellaro
- Montalbo
- Murata
- Santa Mustiola.

## Economía
La economía de la Ciudad de San Marino, estuvo siempre ligada a la industria nacional. Hasta hace poco, las principales actividades económicas de la localidad eran la extracción y los trabajos en piedra (talla de piedra, mármol). Actualmente la economía se mueve gracias al turismo, el comercio (venta de recuerdos), la venta de sellos postales, además de una pequeña industria agrícola, aunque esta última está en decadencia. No hay que olvidar también que San Marino tiene uno de los PIB per cápita más altos del mundo. 

### Turismo
Para entrar al centro histórico de San Marino, hay que atravesar la Puerta de San Francisco (también llamada del Loco), al lado de la cual se encuentra la catedral. En el templo, construido en el siglo XV, se pueden observar representaciones pictóricas de artistas importantes. 
San Marino cuenta con varios monumentos famosos entre los que cabe destacar el Ayuntamiento de la ciudad (Palazzo Pubblico), numerosos museos, los tres castillos que aseguraban la defensa de la ciudad en la antigüedad (Guaita, Cesta y Montale), el Palacio de los Capitanes (Palazzo dei Capitani), la Plaza del Titán, Plaza de Garibaldi (monumento a Marino), el Monasterio de Santa Clara, etc..  
La ciudad, visitada por más de tres millones de personas al año, se ha afirmado progresivamente como un gran centro turístico, un 85 % de los turistas son italianos. La ciudad cuenta además con más de mil boutiques, donde es posible encontrar gran variedad de productos.

## Transporte
La ciudad es conocida por sus largas y sinuosas calles empedradas, ya que su altitud y su pronunciado acercamiento la ponen fuera del alcance de la Supercarretera de San Marino. San Marino también es notable por el hecho de que los coches están prohibidos en gran parte del centro de la ciudad.
Antes de la Segunda Guerra Mundial, se construyó un ferrocarril de San Marino a Rimini bajo la dictadura de Benito Mussolini. Sus túneles, y la estación de tren 'Piazzale Lo Stradone', todavía existen. Se han presentado propuestas para la reapertura de este ferrocarril al gobierno en varias ocasiones, pero hasta ahora no se ha hecho nada.
Hay un servicio regular de autobuses a Rimini, y una línea de teleférico de 1,5 kilómetros conecta la capital con Borgo Maggiore.
Una serie de ascensores también conecta la parte alta de la ciudad con la baja.

## Patrimonio de la Humanidad
Desde 2008 el centro histórico está incluido por la UNESCO entre los lugares del Patrimonio Mundial, junto con el Monte Titano. El motivo dado por el comité habla de "evidencia de la continuidad de una república libre desde la Edad Media". En particular se han incluido en el patrimonio: torres, murallas, puertas y baluartes, la Basílica de San Marino del siglo XIX, algunos conventos de los siglos XIV y XVI, el Teatro Titano del siglo XVIII y el Palacio Público del siglo XIX.